# Тырковы
Тырковы — дворянский род.
Фамилии Тырковых Ждан и Никита Яковлевичи в 1617 году, также и Иван Михайлович Тырковы за верную службу, храбрость и мужественное ополчение были пожалованы поместьями.

## Известные представители
- Тырков, Александр Дмитриевич (1800—1843) — соученик Пушкина по Царскосельскому лицею.
- Тырков, Василий Фомич (?—1624/1625) — основатель города Томск.
- Тырков, Владимир Дмитриевич (1869—1916) — русский контр-адмирал, участник русско-японской и Первой мировой войн, герой Порт-Артура
- Тырков, Николай Дмитриевич (1871—1931) — участник обороны Порт-Артура (командир миноносца «Бурный»). Брат предыдущего (Жизнь епархии. Строительство храмов // РПЦЗ. 18. 04. 2011)
- Тыркова-Вильямс, Ариадна Владимировна (1869—1962) — деятель русской дореволюционной либеральной оппозиции, член ЦК партии кадетов.

## Описание герба
Щит разделён горизонтально на три части, из них в верхней в голубом поле изображены: серебряная шестиугольная звезда и под нею того же металла луна, рогами вверх и меч остриём в правую сторону обращённые, в средней серебряной и нижней чёрной частях, поставлен медведь с секирой переменных с полями цветов.
Щит увенчан дворянскими шлемом и короной. Нашлемник: пять павлиньих перьев. Намёт на щите голубой, подложенный серебром. Герб рода Тырковых внесён в Часть 5 Общего гербовника дворянских родов Всероссийской империи, стр. 68.